# Canon Skoda 75 mm Modèle 1939
 (juin 2022).
Si vous disposez d'ouvrages ou d'articles de référence ou si vous connaissez des sites web de qualité traitant du thème abordé ici, merci de compléter l'article en donnant les références utiles à sa vérifiabilité et en les liant à la section « Notes et références ».
Le canon Skoda 75 mm Modèle 1939 est un canon de montagne construit par les usines Škoda et utilisé pendant la Seconde Guerre mondiale.
Ils furent exportés en petits nombres à l'Iran et à la Roumanie.

## Caractéristiques
- Calibre de 75 mm
- Constructeur : Usines Škoda
- Poids : 820 kg
- Portée maximale : 10 200 mètres
- Service : 1939-1945?